# Wallander – Dödsängeln
Wallander – Dödsängeln är en svensk thriller från 2009. Det är den nionde filmen i den andra omgången med Krister Henriksson som Kurt Wallander. Filmen släpptes på DVD den 20 januari 2010.

## Handling
En gästspelande kör bestående av unga kvinnor gör succé på premiären i en landsortskyrka utanför Ystad. När en av medlemmarna, 18-åriga Miranda Dahno, försvinner spårlöst från skolan där kören bor kallas polisen snart in. Till en början tyder det mesta på att Miranda har givit sig av frivilligt, men snart hittas spår som pekar på motsatsen. Den spännande jakten på både offer och gärningsman leder Kurt Wallander, polisaspiranten Isabelle och deras kollegor till flera personer som har stått Miranda nära. Och mot insikten att gränsen mellan kärlek och hat kan vara hårfin.

## Rollista (urval)
Återkommande:
- Krister Henriksson – Kurt Wallander
- Lena Endre – Katarina Ahlsell, åklagare
- Mats Bergman – Nyberg, kriminaltekniker
- Douglas Johansson – Martinsson, kriminalinspektör
- Fredrik Gunnarsson – Svartman, polisman
- Marianne Mörck – Ebba, receptionist
- Nina Zanjani – Isabelle, polisaspirant
- Sverrir Gudnason – Pontus, polisaspirant

I detta avsnitt:
- Nour El Refai – Miranda Dahno
- Lia Boysen – Bodil Jensen, körledaren
- Sofia Pekkari – Lina Mårtensson
- Mats Blomgren – Thomas Hammar
- Grete Havnesköld – Bea Lindberg
- Martin Wallström – Johan Rasmusson
- Susan Taslimi – Therese Dahno, Mirandas mamma
- Miran Kader Kamala – Jacob Dahno, Mirandas pappa